# 本日はダイアンなり!
『本日はダイアンなり!』（ほんじつはダイアンなり）は、2013年9月28日から朝日放送テレビで放送されている情報番組。ダイアン初の冠番組でもある。

## 放送内容
- ダイアンの2人が街や商店街を散策し街ゆく人から何気ない名言を探していく情報ロケ番組。ロケの合間にお店、食品、映画（アニメ・ドラマなど）などの紹介が入る。ロケは大阪府内が中心だが、まれに兵庫県を訪れることもある。シーズン1では他の関西地区を訪れたことがあったほか、沖縄県や茨城県、東京都にも訪れたことがある。
- オープニングでは、ダイアンが挨拶をする。

## 出演者
- ダイアン（ユースケ、津田篤宏）、石塚理奈（レポーター）
- フェミニーナ（コーナー担当）
- 高樹リサ（コーナー担当）
- ナレーション - 桂紗綾（朝日放送テレビアナウンサー）

## スタッフ
- ナレーター - 小寺右子、桂紗綾（以上朝日放送アナウンサー）
- 撮影 - 西口健太、松原航、山地俊和、北林和浩
- 音声 - 安田すすむ、勝呂信彦、久保智弘、小出佳史
- MA - 佐々木一樹
- スタイリスト - 大西千春、津島彩
- 企画・構成 - 石田ひろき（JAWS）
- ブレーン - 東雲信介、辻尾玲香
- ディレクター - 阪本圭（JAWS）
- プロデューサー - 幡谷和久（朝日放送テレビ）、緒方和幸（JAWS）
- 制作 - 朝日放送テレビ、JAWS

### 過去のスタッフ
- プロデューサー - 尾方淳也→熊田容子（以上朝日放送テレビ）

## 備考
- 毎年8月の全国高校野球選手権大会中継期間中は当番組を休止する（雨天中止の場合も雨傘番組で対応するため休止）[2]。
- 2016年4月16日は、同日未明に発生した平成28年熊本地震（本震）関連の報道特別番組に差し替えられたため、急遽休止となった。